# Die Woody’s
The Woody's byla německá hitová dvojice 80. let, která získala popularitu v roce 2010 prostřednictvím televizního vystoupení zveřejněného na YouTube. Producentem této skupiny byl Tony Marshall.

## Nahrávky

### Alba
- Die Welt der Woody's, 1984

### Singly
- Fichtl’s Lied, 1984

## Fichtl's Lied
Píseň se točila kolem lesní úvahy „Fichtl“, která měla lidi varovat před vyhynutím lesa a byla také k dispozici figurka merchandisingu. Album produkované Tony Marshallem nazvané Die Welt der Woody's vyšlo na Teldecu v roce 1984.
Nahrávka, ve které Die Woody's představili svou jedinou píseň, se stala známá v roce 2010, kdy byla nahrána na YouTube. V roce 2017 byla vydána nová verze této písně.